# Kanton Saint-Brieuc-Nord
Kanton Saint-Brieuc-Nord (fr. Canton de Saint-Brieuc-Nord) je francouzský kanton v departementu Côtes-d'Armor v regionu Bretaň. Tvoří ho pouze severní část obce Saint-Brieuc.